# Doji neutral
Un doji neutral (en anglès: Neutral doji o senzillament Doji; del japonès: doji, simultani, coexistent, potinejar, ficar la pota) és, en gràfics d'espelmes, una única espelma que es caracteritza pel fet que els preus d'obertura i tancament són pràcticament idèntics. La longitud de l'ombra superior o inferior no ha de ser gaire llarga, i és indiferent si pren la forma d'un creu llatina, un signe sumatori, o una creu de Sant Pere. És una espelma de preus habitual en qualsevol de les seves tres variants. Aquesta espelma es forma quan hi ha indecisió i equitat de forces en el mercat. Si els dies anteriors s'han format altres doji, el doji no és important i tan sols una mostra més de la indecisió general; ara bé, si el doji apareix aïlladament enmig d'una clara tendència, no pot ignorar-se i s'ha d'estar alerta perquè seria indicatiu que aquesta està perdent la seva força. Tot i així, el doji per si sol no és suficient per a anticipar cap situació, i cal esperar a les següents espelmes perquè mostri el patró que s'està formant, de manera que l'aparició del doji és tan sols un crit d'atenció que no es pot ignorar. Una variant és el Doji llarg neutral, per bé que aquest té un lleuger matís de possible canvi de tendència més significatiu.

## Criteri de reconeixement
1. . El cos és pràcticament nul per la coincidència de preus, per bé que també pot ser blanc o negre.
2. . Les ombres no són gaire llargues i poden donar lloc a tres formes, creu llatina, creu grega o creu de Sant Pere.

## Explicació
En un doji ideal els preus d'obertura i tancament haurien de ser idèntics, essent indiferent si això es produeix a una equidistància del high i el low o no. Malgrat això un doji ideal no és freqüent i és habitual la presència de dojis amb un petit cos, blanc o negre. Malgrat això, continuarà essent un doji i la seva significació d'indecisió en el mercat sobre la direcció a prendre és allò rellevant. El doji ens indica que els preus han estat alcistes durant una part de la sessió, i baixistes en l'altres, però que les forces de bulls i bears estan equilibrades i que cap ha guanyat el control de la situació.

## Factors importants
El Doji, si vé precedit d'una forta tendència, ens adverteix que aquesta està perdent força i que les forces contràries estan sent capaces de contrarestar la força precedent, de manera que es podria estar anticipant un canvi de tendència. Malgrat això, un doji per si sol no és suficient per a indicar el canvi de tendència sinó tan sols un advertiment. També és significativa la seva abundància i escassedat en un gràfic. Si no n'hi ha gaires significa que la tendència és forta, i si n'hi hagués en abundància indicaria que s'està en un mercat lateral, on la presència d'un nou doji no aporta cap informació rellevant més enllà que s'està sense tendència clara.